# 民主地域党
民主地域党（みんしゅてきしょちいきとう。トルコ語：Demokratik Bölgeler Partisi,DBP）は、トルコにおける政党である。2008年5月2日、トルコ東部に居住する少数民族であるクルド系住民の利益を代表する左派政党として結成された平和民主党（BDP:Barış ve Demokrasi Partisi）が2014年7月11日の第3回党大会で党名改称して発足した。前身政党となるBDPは社会主義政党の国際組織である社会主義インターナショナルにオブザーバー参加していた。

## 沿革
DBPの原点は、1990年に社会民主人民主義党から離脱したグループが結成した人民の労働党（Halkın Emek Partisi）にまでさかのぼる。人民の労働党と後継政党である民主主義党（Demokirasi Partisi）が相次いで非合法化された後、人民の民主主義党（Halkın Demokrasi Partisi）が結成された。
HDPは、トルコにおける国民概念の中核にトルコ語とトルコ民族の歴史と文化を据える政策に異を唱え、クルド語によらる教育や出版・放送、文化活動の自由化を非暴力的手段で実現することを目的に活動した。そのため、武装闘争を展開していた非合法組織のクルド労働者党（PKK）とは一線を画していたが、PKKへのシンパシーと、国軍によるゲリラ掃討作戦に対する批判がクルド分離主義者やPKKを利するものとして非常に厳しい監視下に置かれた。HDPはクルド地域である東部や南東アナトリア地域及びクルド移民が多く居住する一部都市の周辺地域に強い支持基盤があったが、非常に厳しい阻止条項（全国平均得票率10％以上、以下「10％条項」）によって、議会進出は阻まれてきた。しかし、1991年選挙では社会民主人民主義党と選挙協力を行ってHEPが議席を得た他、1999年地方選挙においてHDPは37地域で首長を当選させた。
2003年にHDPの非合法化が決定された後、1997年に結成されていた民主人民党（Demokratik Halk Partisi）が後を引き継ぐ形となったが、2002年選挙では得票率6.4％に留まり、議席獲得はできなかった。一方、旧・民主主義党の幹部で1994年にPKKとのつながりを指摘されて投獄されていた女性政治家レイラ・ザナが釈放されると、新党結成に向けた動きが本格化し、2005年11月に民主社会党（Demokratik Toplum Partisi）が結成された。DTPには著名なトルコ人左派政治家を迎え入れ、ザナらは公式な党幹部に入らないなどトルコ人とクルド人が協力する民主的で自由な社会の実現を目指す政党作りを目指したが、PKKシンパの政党というイメージは払拭できなかった。
2007年選挙では、10%条項を回避するため、党幹部ら候補者が無所属で出馬して20人が当選した。選挙後、党に復帰した議員によりトルコ大国民議会に会派を有することができた。しかし、同年11月にヌレッティン・デミルタシュ（Nurettin Demirtaş）が選出された直後、PKKとのつながりを理由にDTPの非合法化を求める提訴がなされた他、国家反逆罪で終身刑が宣告されたオジャランPKK党首へのシンパシーや敬意を表明したとして党幹部多数が逮捕された。2009年12月、憲法裁判所は裁判官全員一致の判断でDTPの解党と、2008年7月の党大会で党首に返り咲いたアフメト・テュルク（Ahmet Türk）など37名に5年間の政治活動禁止を命じる評決を言い渡した。DTP解党を受け、政治活動禁止の対象外となった大国民議会議員や地方自治体の首長及び議員は、前年5月に結成されたBDPに移籍した。
大国民議会の任期が満了したことに伴い2011年6月に行われた総選挙に際し、BDPは10％条項回避のため無所属による出馬を選択した。選挙では、これまで対立関係にあったクルド系の左派政治勢力やイスラーム系の著名ジャーナリストを糾合した選挙協力を行い、BDP系無所属候補28名を当選させた。一部当選者が高等選挙委員会によって当選無効とされたことに抗議し、議会のボイコットを宣言する事態となったが、新憲法制定に積極的に関わることを表明しているBDPは、10月1日に議会復帰した。
その後、クルド系政党の全国政党化を目指すべく、諸人民の民主会議（Halkların Demokratik Kongresi）というプラットフォームが2011年総選挙後に発足し、2012年12月15日に「国民民主主義党」（HDP:Halkların Demokratik Partisi）が発足。PKK党首であるアブドゥッラー・オジャランは、2014年3月に行われた統一地方選挙に際して、HDPがトルコ西部で候補者を擁立し、BDPは東部と南東部で候補者を擁立する形での選挙協力と、2015年総選挙ではHDPがBDKを吸収合併して単独で選挙に参加することを指示した。この方針に対してBDP内部では議論もあったが、最終的に方針は了承され、2014年3月に議員数名がHDPに移籍した。冒頭でも説明したとおり、BDPは2014年7月に党名をDBPに改称し、現在は政党としてよりも政治教育組織の色合いが強くなった。